# Biville-sur-Mer
Biville-sur-Mer és un municipi francès situat al departament del Sena Marítim i a la regió de Normandia. L'any 2007 tenia 659 habitants.

## Demografia

### Població
El 2007 la població de fet de Biville-sur-Mer era de 659 persones. Hi havia 240 famílies de les quals 44 eren unipersonals (16 homes vivint sols i 28 dones vivint soles), 100 parelles sense fills i 96 parelles amb fills.
La població ha evolucionat segons el següent gràfic:
Habitants censats

### Habitatges
El 2007 hi havia 269 habitatges, 247 eren l'habitatge principal de la família, 14 eren segones residències i 8 estaven desocupats. 262 eren cases i 5 eren apartaments. Dels 247 habitatges principals, 202 estaven ocupats pels seus propietaris, 40 estaven llogats i ocupats pels llogaters i 5 estaven cedits a títol gratuït; 3 tenien dues cambres, 33 en tenien tres, 72 en tenien quatre i 139 en tenien cinc o més. 206 habitatges disposaven pel capbaix d'una plaça de pàrquing. A 100 habitatges hi havia un automòbil i a 130 n'hi havia dos o més.

### Piràmide de població
La piràmide de població per edats i sexe el 2009 era:
| Homes | Edats   | Dones |
| ----- | ------- | ----- |
| 0     | 95 o +  | 0     |
| 0     | 90 a 94 | 0     |
| 0     | 85 a 89 | 4     |
| 8     | 80 a 84 | 8     |
| 0     | 75 a 79 | 12    |
| 4     | 70 a 74 | 8     |
| 8     | 65 a 69 | 16    |
| 12    | 60 a 64 | 16    |
| 12    | 55 a 59 | 12    |
| 8     | 50 a 54 | 0     |
| 32    | 45 a 49 | 32    |
| 24    | 40 a 44 | 20    |
| 24    | 35 a 39 | 16    |
| 16    | 30 a 34 | 28    |
| 12    | 25 a 29 | 16    |
| 16    | 20 a 24 | 8     |
| 16    | 15 a 19 | 36    |
| 8     | 10 a 14 | 12    |
| 16    | 5 a 9   | 12    |
| 12    | 0 a 4   | 24    |

## Economia
El 2007 la població en edat de treballar era de 428 persones, 333 eren actives i 95 eren inactives. De les 333 persones actives 295 estaven ocupades (161 homes i 134 dones) i 38 estaven aturades (15 homes i 23 dones). De les 95 persones inactives 29 estaven jubilades, 23 estaven estudiant i 43 estaven classificades com a «altres inactius».

### Ingressos
El 2009 a Biville-sur-Mer hi havia 246 unitats fiscals que integraven 677 persones, la mediana anual d'ingressos fiscals per persona era de 16.629 €.

### Activitats econòmiques
Dels 18 establiments que hi havia el 2007, 1 era d'una empresa alimentària, 2 d'empreses de fabricació d'altres productes industrials, 1 d'una empresa de construcció, 7 d'empreses de comerç i reparació d'automòbils, 3 d'empreses de transport, 3 d'empreses d'hostatgeria i restauració i 1 d'una empresa classificada com a «altres activitats de serveis».
Dels 5 establiments de servei als particulars que hi havia el 2009, 2 eren tallers de reparació d'automòbils i de material agrícola, 1 empresa de construcció i 2 restaurants.
Dels 2 establiments comercials que hi havia el 2009, 1 era una botiga de menys de 120 m² i 1 una fleca.
L'any 2000 a Biville-sur-Mer hi havia 4 explotacions agrícoles.

## Equipaments sanitaris i escolars
El 2009 hi havia una escola elemental integrada dins d'un grup escolar amb les comunes properes formant una escola dispersa.

## Poblacions més properes
El següent diagrama mostra les poblacions més properes.